# Rohmann Imre
Rohmann Imre (Budapest, 1953. június 25. –) magyar zongoraművész.

## Élete, munkássága
Zenész családja révén már négyévesen elkezdett zongorázni. 1967 és 1971 között a Bartók Béla Zeneművészeti Szakiskolában tanult zongorát és zeneszerzést, Vásárhelyi Magda és Soproni József tanítványaként. Felsőfokú tanulmányait 1971-ben kezdte a Liszt Ferenc Zeneművészeti Főiskolán, a zongora mellett kamarazenét is tanult, mesterei Zempléni Kornél, Rados Ferenc, Kurtág György, Mihály András és Simon Albert voltak. Diplomáját 1976-ban szerezte meg. 1980–81-ben a bécsi Hochschule für Musik karmesterképzőjén Karl Österreichernél vezénylést tanult. Részt vett Jörg Demus több mesterkurzusán Ausztriában és Németországban, ahol később a zongoraművész asszisztenseként is működött.
Több zenei versenyen szerepelt sikerrel: 1973-ban a Magyar Rádió zongoraversenyén különdíjat kapott, az 1976-os budapesti nemzetközi Liszt–Bartók zongoraversenyen III. díjat szerzett, majd 1980-ban I. díjas lett a bloomingtoni kamarazenei versenyen. 1976-ban az Országos Filharmónia szólistája lett, de már 1974-től koncertezik. Neves karmesterekkel, zenekarokkal és művész társakkal működött együtt, például a drezdai Staatskapelle, a Berlini Szimfonikus Zenekar, a salzburgi Mozarteum Zenekara, Perényi Miklós, Erich Höbarth, Thomas Zehetmair, Schiff András, a Bartók vonósnégyes, a Chicagói Szimfonikus Zenekar zenészei stb. Gyakran lép fel szintén zongoraművész feleségével, Kurucz Tündével. 2002 óta vezényli a Weiner-Szász Kamara-szimfonikusokat.
1976-ban lett a Liszt Ferenc Zeneművészeti Főiskola óraadó, majd 1983-ban állandó tanára. 1986-ban a berlini Hochschule der Künste vendégtanára, majd a salzburgi Mozarteum professzora lett, 2001-től pedig a spanyolországi Alcala de Henares Egyetem vendégprofesszora is. Számos mesterkurzust tart, tartott, 1976 óta szinte évente Japánban, 1986-tól – kis kihagyással – a szombathelyi nemzetközi Bartók-szemináriumon, és kezdeményezésére jött létre Veszprémben az Auer Akadémia.
Zenei átiratokat, kivonatokat készít. Számos lemezfelvétele jelent meg a Hungaroton, a BMC, az EMI, a Denon és a Preiser Records kiadásában.